# Teatro Velho em Lublin

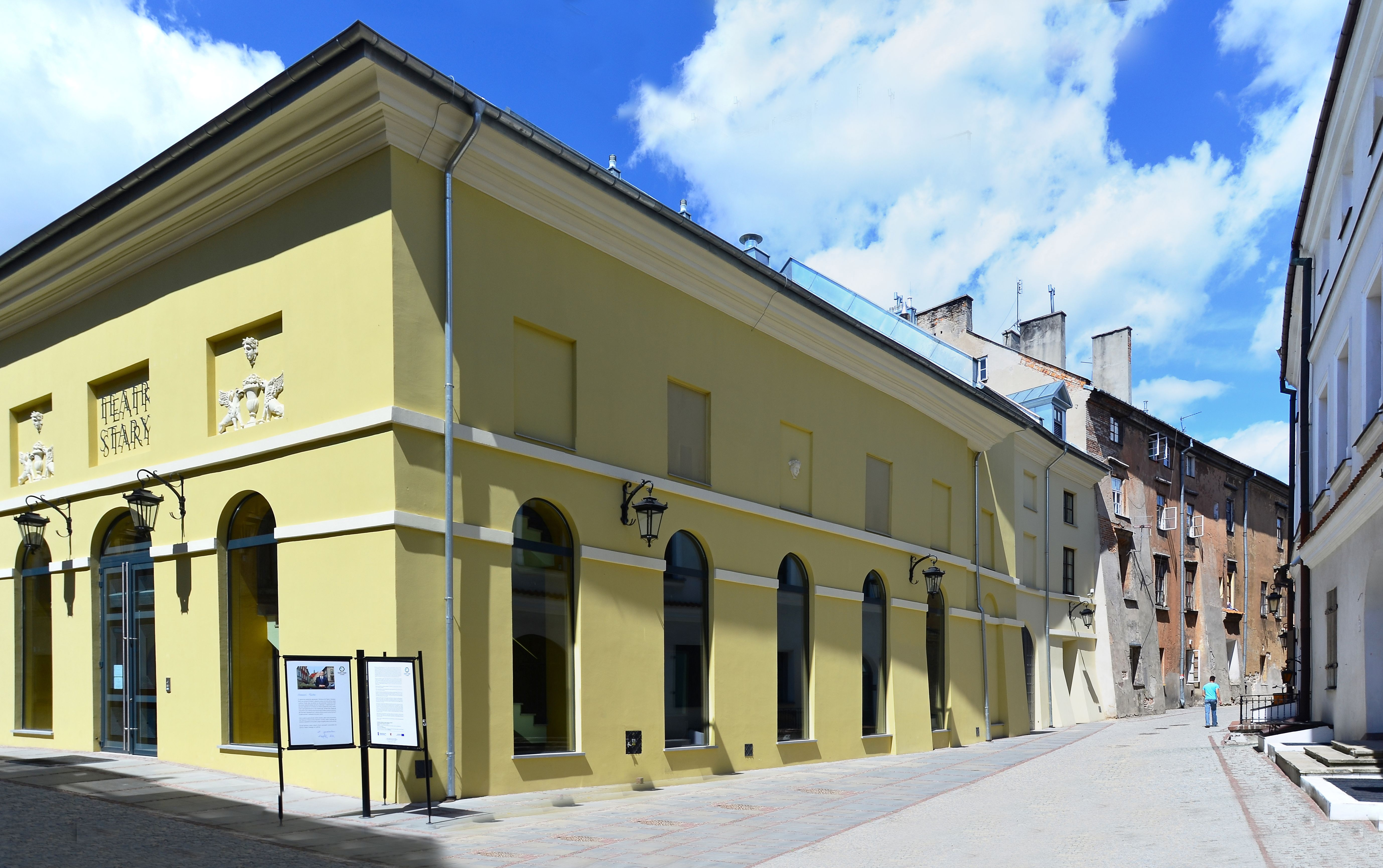
Teatro Velho

Teatro Velho em Lublin - um teatro impresario em Lublin, inaugurado em 1822. Inicialmente, abrigou o teatro e ópera de Lublin, e no século XX também um cinema.

## Informação geral
Teatro Velho em Lublin é o mais antigo teatro (depois do Teatro Velho do nome de Helena Modrzejewska em Cracóvia) que sobreviveu na Polónia. O edifício do século XIX está localizado dentro dos limites da Cidade Velha de Lublin, foi erguido no estilo classicista com decoração em forma de arcadas cegas e painéis retangulares e decorações em estuque da rua Jezuicka, na fachada existem relevos de máscaras e grifos.
Originalmente, o edifício era dividido em quatro andares: térreo, cadeiras no primeiro andar, varanda e galeria. O palco foi iluminado com iluminação a óleo e, em seguida, iluminação a óleo. Como resultado da reconstrução realizada em 2007-2012, o edifício ganhou dois andares subterrâneos adicionais para armazéns e instalações sanitárias (originalmente o teatro não tinha porão). A planta original do teatro foi preservado foyer - auditório - palco - bastidores. Após a reconstrução, o teatro passou a ter 165 lugares.
Na sua forma atual, o Teatro Velho é palco de diversas manifestações culturais. Além de encontros, debates e atividades educativas para crianças, estão previstas apresentações teatrais e concertos.  As actividades do teatro têm caráter  interdisciplinar, confrontativo, dinâmico e educacional.

## História
O Teatro Velho em Lublin foi encenado em 5 de julho de 1822 no lugar de prédios em ruínas do século XVI, nos fundos do prédio de Łukasz Rodakiewicz, de acordo com seu projeto. A primeira apresentação aconteceu em 20 de outubro de 1822. Apesar do prédio ser estreito, desconfortável e primitivamente mobiliado, serviu à cidade como edifício de teatro de inverno até 1886. A partir do final do século XIX, após a construção de um novo e muito maior Teatro do nome de Juliusz Osterwa, no prédio da Cidade Velha principalmente atuaram trupes de teatro itinerantes e artistas de circo.
Em 1907, um cinema chamado Théâtre Optique Parisien foi estabelecido lá, e a instalação funcionou como um cinema e teatro. No período entre guerras, os teatros judeus costumavam visitar os teatros. Anos depois, o cinema passou a se chamar Rialto e, mais tarde, Staromiejskie, e a última exibição ocorreu em 1981. Mais tarde, o prédio, onde vários incêndios eclodiram (inclusive em 1993), foi ficando cada vez mais abandonado. Em 1994, a Fundação Galeria na Prowincji comprou o teatro por 100 PLN, prometendo renová-lo em dois anos. A Fundação não cumpriu a sua palavra e o edifício ficou em ruínas.
Em 2000 e 2003, o conservador pediu às autoridades que desapropriassem a fundação, mas o presidente Andrzej Pruszkowski recusou, argumentando, entre outras coisas, que exporia a cidade a indenizações. Em janeiro de 2005, a promotoria acusou os presidentes da fundação de causar o desabamento do prédio e não a reforma. Foi apenas na perspectiva do julgamento que a Tesouro Nacional recuperou o monumento. Em 2007, o monumento foi assumido pela prefeitura.
Como resultado da degradação progressiva, o edifício foi incluído na lista dos 100 Objetos Mais Ameaçados da Guarda de Monumentos Mundiais, do programa do Fundo de Monumentos Mundiais World Monuments Fund (WMF). Nesta condição, a instalação esperou muitos anos para ser renovada e as obras de renovação começaram em 2007. A renovação do teatro custou mais de 26 milhões de PLN; A cidade de Lublin recebeu 20 milhões de PLN em financiamento para este efeito do programa de infraestruturas e ambiente da UE. Em dezembro de 2010, foi anunciado um concurso para o diretor do Stary Theatre. conceito para funcionar em 2016 (Lublin candidatou-se ao título de Capital Europeia da Cultura). O director, Karolina Rozwód, foi associado, entre outros, com a Prefeitura, a TVP Kultura e o Instituto Polonês de Cinema (pol. Polski Instytut Sztuki Filmowej).
Em 16 de fevereiro de 2012, foi anunciado um dia aberto e foi apresentado o interior restaurado do Teatro Velho. A primeira apresentação após a reforma ocorreu em 11 de março de 2012, e o público incluiu, entre outros, o Presidente da República da Polónia, Bronisław Komorowski. A atividade artística do Teatro Velho foi inaugurada com um concerto do violonista flamenco José Fernández Torres com o conjunto. O show intitulado "Luz de Guia" foi transmitido pela TVP Kultura e em telão na praça “po Farze” em Lublin, e todo o evento foi apresentado por Grażyna Torbicka.